# American Caesar
American Caesar — студийный альбом Игги Попа, выпущенный в 1993 году. После альбома «Brick by Brick», который добился успеха, Игги продолжил лирическую тему того альбома, утяжелив музыкальную основу.
«American Caesar» зачастую называют сильнейшим альбомом Игги, выпущенным в 90-х.

## Об альбоме
На обложке британского издания альбома находится надпись: «Parental Warning: This is an Iggy Pop record» («Внимание родители: Это — запись Игги Попа»). На песни «Wild America» и «Beside you» были сняты клипы. На альбоме присутствует кавер-версия классики рок-н-ролла «Louie Louie» (ставшей известной благодаря The Kingsmen).
Первый сингл «Wild America» достиг 25 места в американском чарте «Modern Rock Tracks». Хоть альбом не достиг такого коммерческого успеха, как его предшественник, но был благосклонно встречен в Великобритании и хорошо продавался в Америке на протяжении 90-х годов.

## Список композиций
Все песни написаны Игги Попом, за исключением отмеченных.
1. «Character» (Игги Поп/Эрик Шермерхорн) – 1:07
2. «Wild America» (Игги Поп/Эрик Шермерхорн) – 5:52
3. «Mixin' the Colors» – 4:49
4. «Jealousy» – 6:04
5. «Hate» – 6:56
6. «It’s Our Love» – 4:09
7. «Plastic & Concrete» – 2:55
8. «Fuckin' Alone» (Игги Поп/Эрик Шермерхорн) – 4:56
9. «Highway Song» – 3:44
10. «Beside You» (Игги Поп/Стив Джонс) – 4:29
11. «Sickness» – 3:15
12. «Boogie Boy» – 4:53
13. «Perforation Problems» – 3:15
14. «Social Life» – 4:12
15. «Louie Louie» (Ричард Берри) – 3:47
16. «Caesar» (Игги Поп/Эрик Шермерхорн) – 7:09
17. «Girls of N.Y.» – 4:15

## B-Sides и Альтернативные версии
- «Les Amants» (featuring Les Rita Mitsouko; B-Side To «Beside You» Single) — 5:16
- «Louie Louie» (Live; B-Side To «Beside You» Single) — 5:32
- «Beside You» (Acoustic Version; B-Side To «Beside You» Single) — 3:52
- «Evil California» (featuring Annie Ross & The Low Note Quintet; B-Side To «Beside You» Single)
- «Home» (Live At The Feile Festival Summer 1993; B-Side To «Beside You» Single) — 4:10
- «Mixin' The Colours» (Spanish Version; B-Side To «Louie Louie» Single) — 4:10
- «Wild America» (Radio Edit)
- «Credit Card» (B-Side To «Wild America» Single) — 2:25
- «Come Back Tomorrow» (B-Side To «Wild America» Single) — 5:08
- «My Angel» (B-Side To «Wild America» Single) — 4:10

## Участники записи
- Игги Поп: вокал, гитара
- Эрик Шермерхорн: гитара
- Малькольм Бёрн: гитара, клавишные, губная гармоника
- Hal Cragin: бас
- Larry Mullens: ударные, перкуссия
- Jay Joyce: гитара на треке «Wild America» и «Mixin' The Colours»
- Bill Dillon: гитара на треке «Mixin' The Colours»
- Darryl Johnson: percussion на треке «Mixin' The Colours»
- Генри Роллинз: бэк-вокал на треке «Wild America»
- Katell Keineg: бэк-вокал на треке «Mixin' The Colours»
- Лиза Германо: бэк-вокал на треке «Beside You»